# 三国志〜趙雲伝〜
『三国志〜趙雲伝〜』（さんごくし ちょううんでん、原題：武神趙子龍）は、三国志を舞台にした2015年制作の中華人民共和国の歴史ドラマ。総制作費40億円をかけたスケールの大きな作品。全59話。

## 概要
五虎将軍の虎威将軍ともなり蜀随一の武将と言われた趙雲の活躍と成長を、赤壁の戦い・三顧の礼・連環の計などの三国志の有名な逸話を絡めつつ、アクションを織り交ぜて描く。恋愛面も描かれているのが特徴で、他の多くの三国志作品と同じく基本的には『三国志演義』に忠実だが、趙雲周辺の人物など創作部分が多い。
監督はグオ・ジェンヨン、脚本はウェイ・ジョン、イン・ニン、リー・リージュオ。

## ストーリー
時は後漢末。董卓が政をほしいままにし、世は乱れていた。親を董卓に殺された少帝は、危機が迫るのを感じ取って前漢の始祖劉邦の剣・倚天剣（いてんけん）と漢中興の祖光武帝の剣・青釭剣（せいこうけん）を、「この二つの護国神器の剣さえ無事であれば、漢王朝は再興できる望みがあるだろう」と言って趙安（趙雲の父）と李全の二人の忠臣に預け、今は隠すことに一縷の望みを託す。二つの剣は二人の出身地である冀州常山郡真定県に密かに隠された。
董卓はこの二つの剣を手中にすべく命を下し、面をかぶった何者かが部隊を率いて趙安の命を奪う。父から青釭剣を託された趙雲（子龍）は、武術の修行でおのれを鍛えながら董卓から命を受けて真定県の県令に送り込まれた高則らと刃を交えることとなるーーー

## 登場人物
中韓の人気俳優が多数出演している。
- 趙雲（趙子龍）/ケニー・リン（林更新）（声：置鮎龍太郎）

文武両道で、正義感の強い青年。もう一方の宝剣の持ち主であった李全のもとに弟子入りし、漢を再興し民のために立つ英雄を目指したゆまぬ鍛錬を続ける。『楽毅百戦術』を手にしてからは軍略も冴えてきた。夜照玉という白馬と友になる。
- 夏侯軽衣/ユナ<少女時代>（声：喜多村英梨）

武術の得意なお嬢様。夏侯傑の娘だが、婚姻問題で家を出てからは父とは疎遠になっている。趙雲と生涯を誓い合った仲。
- 高則（文定）/John-Hoon（声：鳥海浩輔）

趙雲の宿命のライバル。二つの剣の隠された常山郡真定県の県令で、軽衣の許嫁。幼いときから神童だった。態度は紳士的だが知謀に長け腹の内で何を考えているか分からない、危険な人物。
- 公孫宝月/ジア・チン（賈青）（声：まつだ志緒理）

公孫瓚の娘で、女性ばかりの部隊を率いるなど武術の達人。義侠心に飛んだ性格で、軽衣とは同じ師に師事した親友同士。趙雲のことを想っている。
- 李全/コリン・チョウ（鄒兆龍）（声：宮本克哉）

趙雲の師。元・後漢の皇帝親衛隊（御林軍）の校尉。趙雲の父、趙安と同じ楽淵に学んだ武術の達人。少帝から倚天剣を託され、隠棲しながら密かに董卓の動向を探っている。趙雲を見込み厳しく仕込む。
- 呂布（奉先・温候）/カオ・イーシャン（高以翔）（声：木内太郎）

天下一ともうたわれる豪傑で、美丈夫。方天画戟（ほうてんがげき）で敵をなぎ倒す。義理の父、董卓に忠実に仕える。
- 劉備（玄徳・劉皇叔）/イェン・イークァン（厳屹寛）（声：早川毅）

平原県の県令。漢王朝を興した劉家の末裔で、関羽・張飛とは義兄弟の誓いを交わした仲。趙雲が最終的に仕えることになる主公（主君）。民を気遣い義を重んじる人徳者。漢王朝再興のため反董卓連合軍に加わる。
- 貂蝉/グーリーナーザー（古力娜扎）（声：今井麻夏）

三国志時代の絶世の美人。義父の王允のために董卓と呂布の間を離す連環の計に加わる。西施の運命に自分を重ね合わせ、絹絵を描く。
- 李飛燕/チャオ・ハンインズ（趙韓櫻子）（声：髙山ゆうこ）

李全の娘で武術は出来ないが、控えめで料理上手な女性。父の下で懸命に修行を積む柳慎に心を寄せる。
- 趙安/ユー・ロングァン（于榮光）（声：小山力也）

趙雲の父。常山郡真定県の趙家村で平穏に暮らしていたが、宝剣を狙う董卓の配下に襲われる。
- 柳擎児（りゅうけいじ）/スン・シャオシャオ（孫驍驍）（声：苗村有香）

趙雲の幼なじみで、柳慎の妹。趙雲に思いを寄せ何かと世話を焼くが、妹のようにしか見てもらえないでいる。
- 柳慎（言成）/グォ・トントン（郭冬冬）（声：石狩勇気）

趙雲の幼いときからの親友。趙雲とは同じ趙安のもとで武芸を学んだ仲。趙雲が李全に弟子入りしてからは共に修行に励む。血の気は多いが仲間思いの気のいい男。
- 夏侯傑（かこうけつ）/亓航

真定県のある、常山郡の太守。高則に将来性を見いだし娘の許嫁にしようとしている。
- 杜厥（とけつ）/ドー・インフン（杜奕衡）

真定県を狙い、周辺制圧への足がかりにしようとする虎牙山の山賊の首領。趙雲扮する仮面の鉄面侠に敗れてから、逆恨みするようになっている。
- 関羽（雲長）/李田野

劉備・張飛と義兄弟の誓いを交わした仲。京劇の役者のようにつり目の隈取りをしている。華雄を倒し天下に名を上げた。宝月の薙刀の師。
- 張飛（翼徳）/朱来成（声：山田浩貴）

劉備・関羽と義兄弟の誓いを交わした仲。猛者だが短気なのが玉に瑕（きず）。
- 諸葛亮（諸葛孔明）/ヤン・レー（楊玏）

三顧の礼を経て劉備の軍師となる。行く先々まで予知しているかのような、類まれなる知謀の士。数々の作戦を授け、混迷の多かった劉備軍を軌道に乗せた最大の功労者。
- 孫権（仲謀）/フー・ガン（賀剛）

長江下流域、江東の地に呉という一大独立勢力を築いた孫家の若き当主。孫堅、孫策の跡を継いだ。広い荊州を手に入れたい一心から周瑜と結託する。
- 周瑜（公謹・周郎）/黎源（声：篠原孝太朗）

呉の軍師で文武両道の美青年。張昭ら臣下の大勢が80万とも言われる曹操の大軍に恐れをなして帰順に傾くなか主戦論を主張。劉備と同盟して赤壁の戦いで曹操を破るも、諸葛亮の才知を妬み、劉備一行の命を狙ってくる。
- 魯粛/ワン・クン（王坤）

呉の軍師。周瑜とともに曹操への抗戦を主張し、劉備達との仲立ちをする。
- 呉国太/閻青舒

孫権の母君。劉備の人格者ぶりに感心し、娘で孫権の妹の孫尚香を嫁がせる気になる。
- 曹操/チャン・イン（張鷹）（声：辻井健吾）

華北一帯を支配下に治め、魏を建国した英雄。反董卓連合軍の頃から加わり、次第に名を高めていく。
- 馬超/張暁晨

西涼の武将。趙雲・公孫宝月と奇妙な縁で結ばれ、やがて劉備軍に従うことになる。
- 馬玉柔/ユナ（少女時代・二役）

馬超の妹。夏侯結衣と瓜二つの女性で、最後に趙雲と結ばれることになる。

## 各話タイトル
- 第1話「倚天剣（いてんけん）と青釭剣（せいこうけん）」
- 第2話「弟子入り志願」
- 第3話「偽りの鉄面侠」
- 第4話「虎牙山の山賊」
- 第5話「墓前の三つ巴」
- 第6話「父の教え、師の教え」
- 第7話「三人の師」
- 第8話「高則救出」
- 第9話「子龍、都へ」
- 第10話「楽毅百戦術」
- 第11話「汜水関（しすいかん）の攻防」
- 第12話「山賊の宿」
- 第13話「捕らわれた軽衣」
- 第14話「牢の中の二人」
- 第15話「絶命谷」
- 第16話「白馬の導き」
- 第17話「真定県の危機」
- 第18話「義勇兵募集」
- 第19話「山賊襲来」
- 第20話「取り囲まれた町」
- 第21話「紅い援軍」
- 第22話「真定(しんてい)県の英雄」
- 第23話「投獄された子龍」
- 第24話「幼なじみの遺言」
- 第25話「美女連環の計」
- 第26話「捏造された返信」
- 第27話「公孫（こうそん）軍に入る」
- 第28話「磐河(ばんか)の戦い」
- 第29話「捕らえられた女子龍(しりゅう)」
- 第30話「董卓(とうたく)の最期」
- 第31話「さらば幽(ゆう)州」
- 第32話「仕組まれた芝居」
- 第33話「山中の父娘」
- 第34話「夏侯傑(かこうけつ)の目論見」
- 第35話「囚(とら)われの呂布(りょふ)」
- 第36話「夏侯傑(かこうけつ)を殺せし者」
- 第37話「水鏡(すいきょう)先生」
- 第38話「関羽(かんう)の忠義」
- 第39話「劉備(りゅうび)に仕える」
- 第40話「三顧の礼」
- 第41話「拾妹(しゅうまい)との別れ」
- 第42話「長坂坡(ちょうはんは)の戦い」
- 第43話「天に舞う綿のように」
- 第44話「瓜二つの娘」
- 第45話「桂陽(けいよう)での役目」
- 第46話「草船借箭(そうせんしゃくせん)」
- 第47話「赤壁(せきへき)の戦い」
- 第48話「軍師が託した袋」
- 第49話「甘露(かんろ)寺での宴」
- 第50話「歓迎されぬ客」
- 第51話「劉(りゅう)家と孫(そん)家の婚儀」
- 第52話「呉(ご)からの脱出」
- 第53話「周瑜(しゅうゆ)の死」
- 第54話「荊(けい)州を治める」
- 第55話「落鳳坡(らくほうは)の悲劇」
- 第56話「馬超(ばちょう)との決闘」
- 第57話「親孝行な娘」
- 第58話「子龍(しりゅう) 花婿になる」
- 第59話「虎威(こい)将軍 趙雲(ちょううん)」